# Bunchosia ekmanii
Bunchosia ekmanii là một loài thực vật có hoa trong họ Malpighiaceae. Loài này được Urb. & Nied. mô tả khoa học đầu tiên năm 1926.